# Miercurea Mare

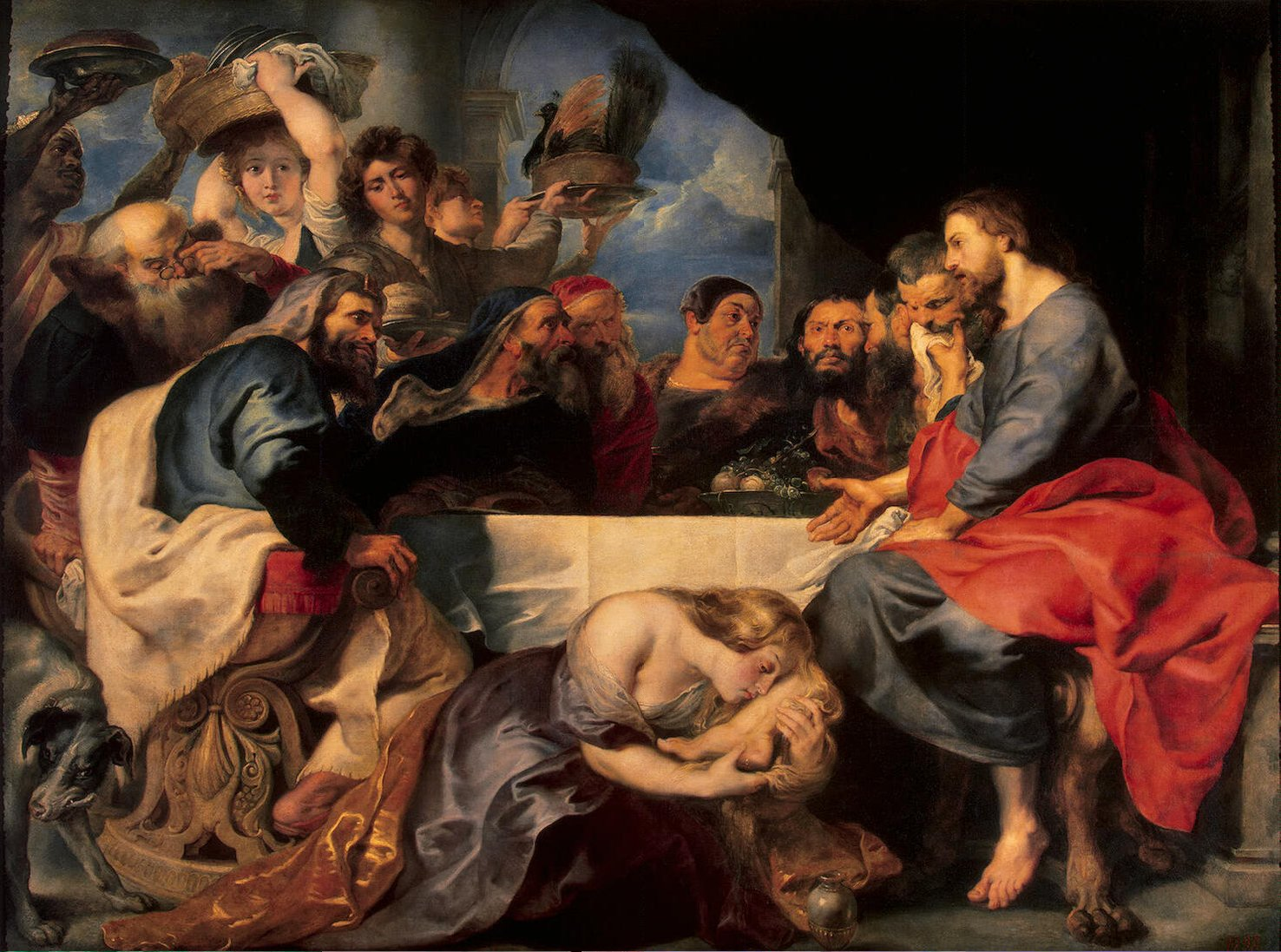
Rubens, Femeia cu vasul de alabastru (1650)

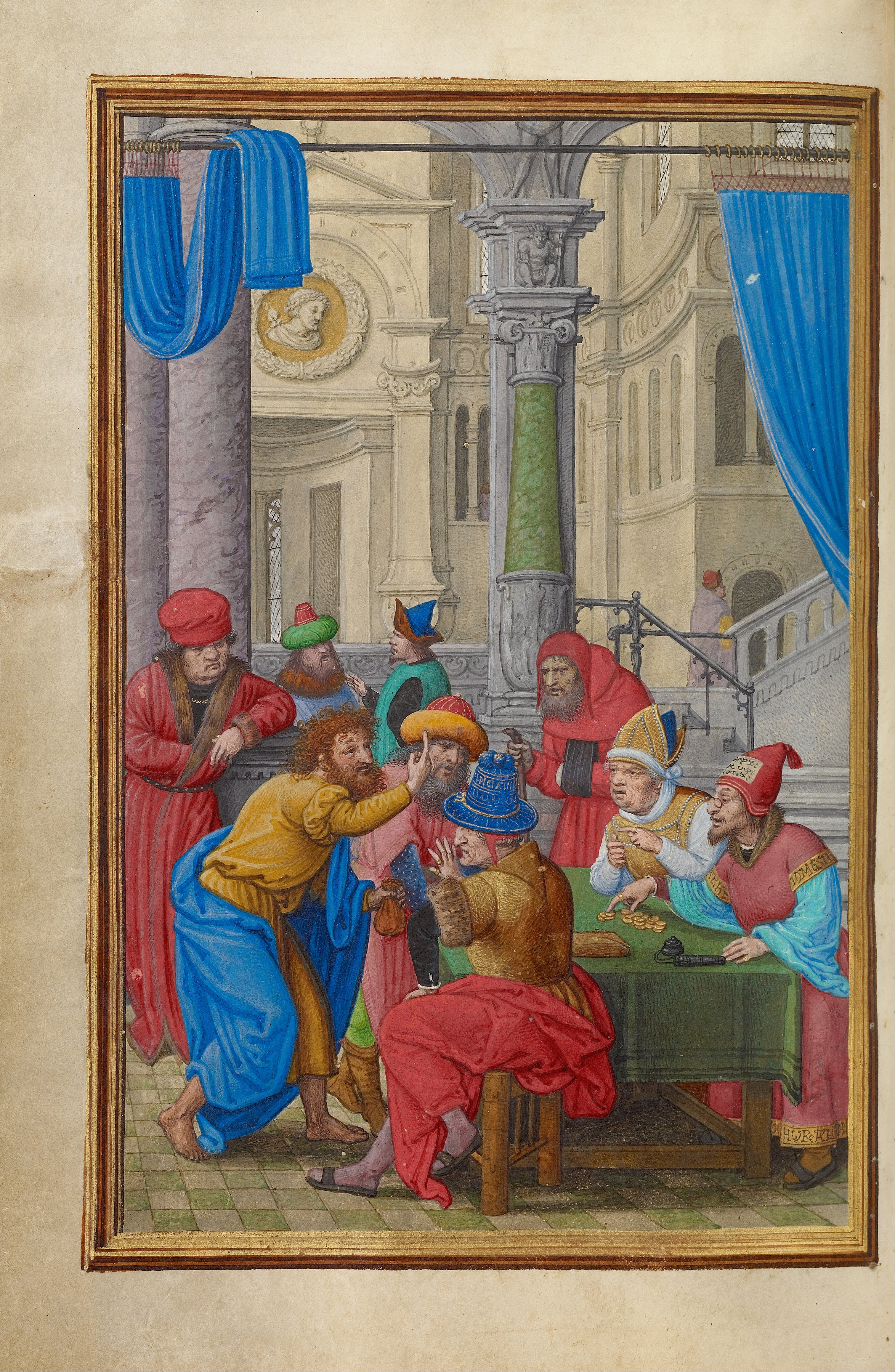
Simon Bening, Marii preoți numărând cei 30 de arginți (ca. 1530)

Miercurea Mare este în creștinism ziua de miercuri din Săptămâna Mare, săptămâna înainte de Paști. Este precedată de Marțea Mare și urmată de Joia Mare.

## În ritul bizantin
În bisericile de tradiție bizantină este citită pericopa în care gestul unei femei de a turna mir de mare preț pe trupul lui Isus din Nazaret produce mânia apostolilor, nemulțumiți de ceea ce ei percep ca fiind o risipă (Matei 26, 6-16).
„Aceea se bucura turnând mirul cel de mult preț, iar el se grăbea să vândă pe cel fără de preț.”—Stih pentru Miercurea Mare

## În ritul latin
În Biserica Romano-Catolică se citește pericopa imediat următoare, în care Iuda Iscarioteanul este plătit cu 30 de arginți pentru a-l trăda pe Isus din Nazaret (Matei 26, 14-25).
Versetele 14-16 (plata lui Iuda cu prețul trădării) sunt citite atât în bisericile de tradiție bizantină, cât și în cele de tradiție latină.